# Роже Луайе
Роже Луайе (на френски: Roger Loyer) е бивш пилот от Формула 1. Роден на 5 август 1907 година в Париж, Франция.

## Формула 1
Роже Луайе прави своя дебют във Формула 1 в Голямата награда на Аржентина през 1954 година. В световния шампионат записва 1 състезания като не успява да спечели точки. Състезава се за Гордини.